# Tudorić-Gemo
Tudorić-Gemo (ponekad -Ghemo) je splitsko prezime.
Prvi spomen ovog splitskog roda nalazimo 1690. godine, pri krštenju Marije, kćeri Grge Todorića iz Imotskog (gdje i danas postoji prezime Todorić) i njegove žene Jele. Prezime je vjerojatno nastalo vjerojatno po istom predlošku kao i prezime Tudor, a javljalo se u više oblika (Todorić, Tudorović, Tudorić). Čini se da je ovaj posljednji oblik u 19. stoljeću u potpunosti prevladao. Kod splitskih Tudorića se često javlja nadimak Gemo (Ghemo), prvi put 1713. godine. Vrlo se često javlja kao prezimenski dodatak, a ponekad potpuno zamjenjuje prezime. Iako je rod Tudorić-Gemo vjerojatno u rodu s ostalim Tudorićima, kontinuitet korištenja nadimka omogućava odvajanje obitelji Tudorić-Gemo od obitelji Tudorić.
Obitelj Tudorić-Gemo potječe od Mate, vjerojatno sina spomenutog Grge, koji je 1709. umro u dobi od 70 godina. Njegova žena Jele umire 1715. u dobi od 60 godina, zabilježena kod smrti kao Gemo. Mate se 1699. godine oženio Ivanom Jerković iz Žrnovnice. Obitelj Tudorić potječe od Stjepana (sina Ivana i Jele, krštenog 1701. godine), koji se 1724. oženio Katom Klajić, Splićankom podrijetlom također iz Žrnovnice. Obje obitelji nastanjene su na Dobrome. Obitelj Gemo su devetnaestom stoljeću trafikanti i drvodjelci, dok su Tudorići posjednici, kočijaši i trgovci. Posljednji koji se spominje kao težak, ali i kao mesar je Ivan Tudorić-Gemo koji se 1822. godine oženio Ivanom (Đovanom) Čulić s Dobroga. Godine 1832. u Splitu živi 16 članova obitelji koji posjeduju 16.650 m2 zemlje na Dobrom i Manušu koje obrađuju u vlastitoj režiji. Kao koloni obrađuju 35.863 m2 na području Mejaša, Ravnih Njiva, Kocunara, Brda i Dobrog.
Poznate osobe:
- Josip Tudorić-Ghemo, splitski fizičar